# Doppio accento grave
Il doppio accento grave è un segno diacritico utilizzato nelle discussioni accademiche delle lingue serbo-croato e talvolta sloveno. È anche usato nell'alfabeto fonetico internazionale. 
In serbo-croato e sloveno, il doppio accento grave viene utilizzato per indicare un breve tono discendente, sebbene nella discussione dello sloveno venga spesso utilizzato anche un singolo accento grave per questo scopo. Il doppio accento grave si trova sia nell'alfabeto latino che in quello cirillico; tuttavia, non è usato nell'ortografia quotidiana di nessuna delle due lingue, solo nelle discussioni sulla fonologia di queste lingue.
Nell'alfabeto fonetico internazionale, il doppio accento grave è usato per indicare il tono extra-basso.
Le lettere a e i o r u e le loro equivalenti cirillici а е и о р у si possono trovare tutti con il doppio accento grave. Unicode fornisce caratteri precomposti per le lettere latine maiuscole e minuscole, ma non per le lettere cirilliche. Le lettere cirilliche possono essere formate utilizzando il carattere di combinazione per il doppio accento grave, che si trova in U+030F. Il carattere di combinazione può essere utilizzato anche con i simboli vocali IPA, se necessario.
| Maiuscolo | Unicode | Minuscolo | Unicode |
| --------- | ------- | --------- | ------- |
| Ȁ         | U+0200  | ȁ         | U+0201  |
| Ȅ         | U+0204  | ȅ         | U+0205  |
| Ȉ         | U+0208  | ȉ         | U+0209  |
| Ȍ         | U+020C  | ȍ         | U+020D  |
| Ȑ         | U+0210  | ȑ         | U+0211  |
| Ȕ         | U+0214  | ȕ         | U+0215  |

| Maiuscolo | Unicode        | Minuscolo | Unicode        |
| --------- | -------------- | --------- | -------------- |
| А̏         | U+0410, U+030F | а̏         | U+0430, U+030F |
| Е̏         | U+0415, U+030F | е̏         | U+0435, U+030F |
| И̏         | U+0418, U+030F | и̏         | U+0438, U+030F |
| Ο̏         | U+041E, U+030F | о̏         | U+043E, U+030F |
| Р̏         | U+0420, U+030F | р̏         | U+0440, U+030F |
| У̏         | U+0423, U+030F | у̏         | U+0443, U+030F |